# Mausoleul lui Safi-ad-Din

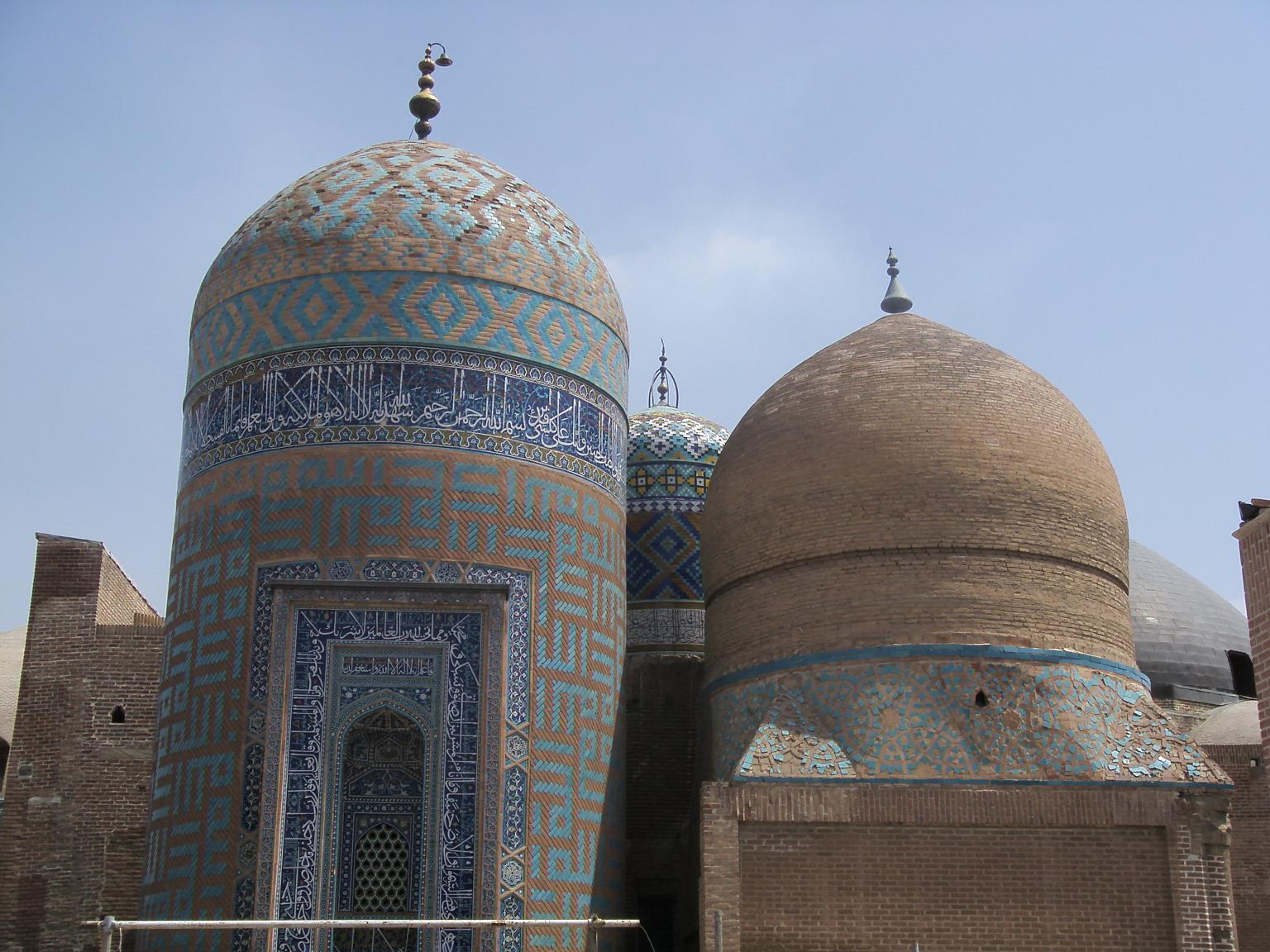
Mausoleul lui Safi-ad-Din din Ardabil.

Mausoleul lui Safi-ad-Din este un mausoleu islamic medieval aflat în orașul Ardabil, Iran. Aici este locul unde este înhumat șeicul Safi-ad-Din, un mare mistic sufist fondator al Ordinului Safaviyya. Este o celebră atracție turistică a orașului, iar în 2010 a intrat în Patrimoniul Mondial UNESCO.

## Istorie și arhitectură
Mausoleul a fost construit pntru prima dată de către șeicul Sadr al-Din Musa, fiul lui Safi ad-Din, la moartea tatălui său din anul 1334. Din acel moment, mausoleul a devenit un loc important de pelerinaj pentru adepții Ordinului Safaviyya.
După înscăunarea lui Ismail I ca șah al Persiei și fondarea dinastiei Safevide (de la numele ordinului), mausoleul a suferit numeroase restaurări, iar diferiți șahi au mers în pelerinaj acolo. Importanța mausoleului și a orașului Ardabil în sine este dată de faptul că aici se află locul unde s-a născut si este îngropat strămoșul dinastiei.
Mausoleul are o curte de 16 metri și un dom înalt de 17 metri. Domul este specific mausoleelor persane, fiind bombat și decorat cu țiglă albastră și cu versete coranice. Sanctuarul cuprinde și o sală specială a porțelanurilor, construită în anul 1611 de către șahul Abbas I cel Mare, unde au fost aduse numeroase piese de mobilier de culoare albastră venite din China. Complexul mai cuprinde un spital, o bucătărie, o moschee și o școală. De asemenea în incinta sanctuarului mai sunt înhumați diferiți membri ai dinastiei Safevide sau victime ale Bătăliei de la Chaldiran, din anul 1514.